# پارک ملی کیریشیما-کینکوان
پارک ملی کیریشیما-کینکوان (به لاتین: Kirishima-Kinkowan National Park) یک پارک ملی و منطقهٔ مسکونی در ژاپن است که در استان کاگوشیما واقع شده‌است.